# Kemal
Kemal är ett turkiskt mansnamn av arabiskt ursprung som betyder "fullkomlighet". Namnet förekommer även som efternamn.

## Varianter
- Kemalettin
- Kemaleddin
- Kemalullah
- Kamal (arabiska)

## Kända personer med namnet Kemal

### Förnamn
- Kemal Atatürk (1881—1938), general och grundare av Turkiet
- Kemal Burkay (född 1937), författare
- Kemal Monteno (född 1948), sångare

### Efternamn
- Orhan Kemal (1914–1970), författare
- Yaşar Kemal (1923–2015), författare